# Černousy (železniční zastávka)
Černousy jsou nákladiště a zastávka ve stejnojmenné obci na trati číslo 037 spojující Liberec s polským městem Zawidów. Zastávka se nachází v západní části obce, jižně od průmyslového areálu. Severně od zastávky je nechráněný železniční přejezd, na kterém trať křižuje silnice III/0353, z níž v těsné blízkosti přejezdu na východní straně od kolejí odbočuje silnice III/0352. Vlastní zastávka je dvojkolejná, přičemž východní z kolejí pokračuje dále k česko-polské státní hranici a západní vstupuje coby železniční vlečka do zmíněného průmyslového areálu. Na východní straně od kolejiště je zbudována staniční budova (čp. 48), od níž jižním směrem stojí ze dřeva postavené bývalé záchodky a jižně od nich i zděné skladiště.

## Provoz
Na zastávce zastavují osobní vlaky linky L6 Liberec – Frýdlant v Čechách – Černousy.

## Turistické trasy
Severně od zastávky se nachází rozcestník turistických tras pojmenovaný „Černousy – železniční stanice“, jenž je východiskem pro:
- žlutou turistickou značku  směřující k severu na rozcestí pojmenované „Ves“
- zelenou turistickou značku  vedoucí k východu k rozcestí nazvané „Habartice CZ/PL“
- zelenou turistickou značku  trasovanou jižním směrem ku rozcestí označeném „Dubový rybník“